# Grade (Arcos de Valdevez)
Grade ist ein Ort und eine ehemalige Gemeinde (Freguesia) im nordportugiesischen Kreis Arcos de Valdevez. In der Gemeinde lebten 392 Einwohner (Stand 30. Juni 2011).
Am 29. September 2013 wurden die Gemeinden Grade und Carralcova zur neuen Gemeinde União das Freguesias de Grade e Carralcova zusammengefasst. Grade ist Sitz dieser neu gebildeten Gemeinde.